# Holcocephala pardalina
Holcocephala pardalina is een vliegensoort uit de familie van de roofvliegen (Asilidae). De wetenschappelijke naam van de soort is voor het eerst geldig gepubliceerd in 1924 door Hermann.